# Гиппонакт
Гиппона́кт (др.-греч. Ἱππῶναξ, 2-я пол. VI в. до н. э.) — древнегреческий поэт.
Родился в Эфесе, что на территории современной Турции. По-видимому, происходил из аристократической семьи; был изгнан из города за нападки на местных правителей Кому и Афинагора; переехал в Клазомены на лидийском побережье, где вел нищенскую жизнь «шута и балагура».
От творчества Гиппонакта сохранилось около 170 отрывков, в которых он рисует жизнь и быт городских низов, не останавливаясь перед откровенным натурализмом. Основное место в сохранившихся фрагментах занимает сведение счетов с неким скульптором Бупалом и его братом. Согласно легенде, Бупал с братом изваяли нелестное изображение Гиппонакта; преследуемые в ответ язвительными ямбами Гиппонакта, оба покончили с собой. (Более правдоподобна, однако, версия, согласно которой причиной ненависти оказалось соперничество из-за гетеры Ареты (Добродетель), которая в отрывках часто упоминается.)
В прочих отрывках рисуются мелкие ремесленники и представители общественного дна, проводящие время в городских закоулках, подозрительных кабаках; незадачливый крестьянин или хитрый художник, принадлежащие к тому же слою «отбросов городского общества»; все они занимаются темными делами, часто разрешая споры при помощи брани и побоев.
Язык сохранившихся фрагментов чрезвычайно красочен: обилие ругательств и проклятий; выражения, заимствованные из языков соседних народов — лидийцев и фригийцев; жаргон необразованных городских низов. Гиппонакт считается изобретателем холиямба (скадзона), то есть «хромого ямба» (ямбический триметр, в последней стопе которого вместо ямба помещен трохей, отчего строка, «разогнавшись» с начала, в конце спотыкается, что звучит смешно и подчас издевательски). Хромой ямб был подходящим размером для язвительной поэзии Гиппонакта и представляется уникальным явлением в греческой литературе.
«Нищенская» поэзия Гиппонакта основывается на обрядовых песнях-прошениях; у Гиппонакта они трансформируются напр. в молитвы Гермесу, содержащие просьбы об одежде, обуви и возможности добыть денег; призывы дать еду или одежду, адресованные каким-либо людям; выражение разочарования, если эти призывы остались без ответа. Себя Гиппонакт изображает полуголодным оборванцем, выражая своим обликом враждебность аристократическому мировоззрению.
С этой позицией согласуются несколько его стихотворений, пародирующие Гомера и гомеровский эпос. Особое место занимает один гекзаметрический фрагмент в 4 стихах, возможно, из героико-комической поэмы, воспевающий в гомеровских эпитетах чудовищный аппетит некоего Евримедонтиада. Эти два отрывка доказывают, что Гиппонакту не была чужда литературная традиция (вдобавок к тому, что дошедшие до нас фрагменты стихотворений сами по себе свидетельствуют о высоком уровне его поэтической подготовки). Созданный им образ нищего-попрошайки является, скорее всего, маской, призванной «эпатировать» слушателей.
Гиппонакт был излюбленным поэтом аттической комедии V и IV вв. до н. э.. В «нищенской поэзии» Гиппонакта впервые в греческой литературе бог богатства Плутос выступает в образе слепого старца (Аристофан вывел из слепого бога Гиппонакта главного персонажа комедии «Плутос»). Гиппонакт пользовался успехом также у александрийских поэтов, искавших неординарных литературных эффектов; Каллимах объявил его покровителем своего сборника ямбов; Геронд, автор мимов, написанных хромым ямбом, считал себя последователем Гиппонакта. Во II в. н. э. Бабрий писал холиямбом басни. В римской литературе хромым ямбом пользовались Катулл и Марциал. Гораций использовал т. н. Гиппонактову строфу (см. Ода II 18), образец которой у Гиппонакта до нас не дошел (содержание этой Оды Горация характерно согласуется с настроением, создающимся чередованием трохеического диметра и ямбического триметра). Известна и очень интересна эпитафия Гиппонакту, написанная Феокритом:
Лежит здесь Гиппонакт, слагавший нам песни.
К холму его не подходи, коль ты дурен.
Но если ты правдив да из семьи честной,
Тогда смелей садись и, коль устал, спи тут.